# Casanova/Odissea veneziana
Casanova/Odissea veneziana è un 7" dei Rondò Veneziano pubblicato dalla BMG Ariola il 1992 e tratto dall'album Odissea veneziana.

## Tracce
1. Casanova (Gian Piero Reverberi e Laura Giordano) - 3:06
2. Odissea veneziana (Gian Piero Reverberi e Dario Farina) - 2:34